# Рейд на Статен-Айленд
Рейд на Статен-Айленд — неудачный набег Мэрилендской дивизии под командованием генерала Салливана на Статен-Айленд (остров Статен) возле Нью-Йорка, охраняемый частями британской армии и ополчением лоялистов. Произошел 22 августа 1777 года, во время Американской войны за независимость.

## Исторический фон
В июне 1777 года британский генерал Уильям Хау с бо́льшей частью армии вышел на 267 кораблях и транспортах из Нью-Йорка. Но цель экспедиции осталась для американцев тайной, и Вашингтон был вынужден гадать и разделять силы Континентальной армии, в надежде прикрыть хотя бы главные из возможных пунктов высадки. При этом, в зависимости от скудных сведений, он несколько раз передумывал, заставляя их маршировать то в сторону Филадельфии, то Нью-Йорка. Так, генерал Салливан был оставлен у Гудзона, но 12 августа ему был послан приказ идти в Филадельфию.
Тем временем он узнал, что британская оборона против него, через пролив, слаба и состоит из ополченцев-лоялистов. В отсутствие главной британской армии он задумал нанести удар, обещавший небольшой, но громкий успех. На самом деле британской обороной на Статен-Айленде командовал генерал Кэмпбелл. Ему подчинялся регулярный 52-й пехотный полк и части германских наемников-вальдеков, в колониях без разбора именуемых «гессенцами». Кроме того, у него были части лоялистов, так называемая «бригада Скиннера».
К тому времени, как Салливан получил приказ на марш, приготовления к рейду шли уже полным ходом.

## Ход рейда
Видя удобную возможность, Салливан в ночь на 22 августа пересек реку и к рассвету высадил свои мэрилендские войска, плюс несколько полков из Нью-Джерси на Статен-Айленд с намерением опрокинуть растянутое по всему берегу лоялистское ополчение и нанести как можно больше ущерба.
Не имея лостаточно плавсредств для переправы в один прием, а также сделав ошибку в месте высадки одной из партий Салливан, однако, рассчитывал на внезапность для достижения успеха. Одна группа высадились в центральной части острова возле паромной переправы Декер, другая в западной, у переправы Блейзинг-Стар. Обе атаковали ополчение Скиннера, и взяли как минимум 80 пленных.
Подошедший 52-й пехотный полк и некоторое число вальдеков отогнали американцев и превратили удачный, как казалось вначале, рейд в поспешное отступление, в ходе которого Салливан потерял почти 200 человек.

## Последствия
Генри Клинтон, напуганный что это начало большого наступления на Нью-Йорк в отсутствие главной армии, тут же написал генералу Хау, что Салливан

…застал два батальона бригады Скиннера почти полностью врасплох и, поджегши магазины у Декер-ферри, ушел на Ричмонд.
Салливан в своем рапорте Хэнкоку старался преувеличить британские потери и свои успехи, и снимал с себя вину:

В этой экспедиции мы высадились на остров, занятый противником, обратили в бегство шесть полков, убили, ранили или взяли в плен по меньшей мере четыре или пять сотен врагов, и победили всех, собранных против нас. За весь день мы потеряли не более ста пятидесяти человек, из которых большинство были потеряны по неразумию, их собственному или их офицеров.
И однако, при всей её назначительности, эта экспедиция вслед за потерей форта Тикондерога, стала ещё одним военным провалом, опять связанным с именем Салливана. Получив к тому же несколько жалоб от офицеров Салливана, Конгресс потребовал военно-полевого суда. Но с разбирательством пришлось подождать: с приближением армии Хау Конгресс был вынужден бежать из Филадельфии. Когда в конце 1777 года суд состоялся, более серьёзные провалы заслонили Статен-Айленд. Салливан был оправдан.